# Donji Hruševec
Donji Hruševec är en ort i Kroatien.   Den ligger i länet Zagrebs län, i den centrala delen av landet, 30 km söder om huvudstaden Zagreb. Donji Hruševec ligger 145 meter över havet och antalet invånare är 350.
Terrängen runt Donji Hruševec är platt. Runt Donji Hruševec är det glesbefolkat, med 18 invånare per kvadratkilometer. Närmaste större samhälle är Velika Gorica, 19,9 km norr om Donji Hruševec. I omgivningarna runt Donji Hruševec växer i huvudsak lövfällande lövskog.